# しぐれうい
しぐれうい （5月30日 - ）は、日本のイラストレーター、漫画家である。ライトノベルの挿絵やキャラクターデザインなどを手掛けるほか、バーチャルYouTuberとしても活動している。

## 来歴
三重県四日市市出身。美術大学卒業。在学中に雑誌『まんがタイムきららミラク』で漫画「かんきつパンチ！」を連載したほか、カードゲームのイラストなどを手掛けた。ゲーム会社に勤めた後、フリーランスのイラストレーターとしてライトノベルの挿絵やキャラクターデザインなどを手掛けている。

2018年8月にホロライブ所属のバーチャルYouTuber・大空スバル、2024年5月にぶいすぽっ！所属のバーチャルYouTuber・千燈ゆうひのキャラクターデザインを担当した。また、2019年からは自身もバーチャルYouTuberとして配信や音楽活動も行っている。

2020年に画集『雨に恋う』を発表し、個展「雨天決行」を開催。2024年には2冊目の画集『雨を綴る』を発表し、個展「雨を手繰る」を開催した。
『このライトノベルがすごい!』イラストレーター部門では、2021年度4位、2022年度8位、2023年度9位にランクインしている。
2025年3月12日よりCLIP STUDIO PAINT公式アンバサダーに就任した。

## 人物
母の影響で幼少期から女の子の絵を描いており、中学生くらいから美大を目指しはじめた。同時期から現在の名義を使いはじめ、当初は漢字で「時雨憂」としていた。絵柄で影響を受けた人物として種村有菜、いとうのいぢ、藤原ここあを挙げている。また、好きで尊敬しているイラストレーターとして左を挙げている。
小学生の頃から少女漫画を通して女子高生に憧れており、女子高生好きを公言している。モブっぽい女子高生を描くのが一番好きである。
「面白いことは全部やっていこう」というポリシーで、自身は「楽しいもの屋さん」であると称する。バーチャルYouTuberとしての活動は趣味に位置付けており、本業であるイラストレーターとしての仕事に支障をきたさない範囲で行っている。

## バーチャルYouTuberとして
デザインを担当した大空スバルの配信にゲスト出演する際には自画像（立ち絵）を用意していたが、2019年1月の配信内で大空から「動いてほしい！」と言われ、Live2D等の環境を整えてバーチャルYouTuberとしてデビュー、以降自らもイラスト制作や雑談、ゲーム実況などの配信を行っている。
2023年9月、 日本国内個人バーチャルYouTuberとして初めてチャンネル登録者数100万人、2024年10月にはチャンネル登録者数200万人を達成した。
バーチャルYouTuberの「しぐれうい」はイラストレーターとしての自身による創作物・キャラクターの一つと捉え、「お絵描きと女子高生が好きな16歳（仮）」として活動している。なお、身長（149cm）や年齢（16歳）などは診断メーカーによって決めたものである。2022年1月には自身の3Dモデルを発表した。
自身のオリジナル楽曲「粛聖!! ロリ神レクイエム☆」はバーチャルYouTuberのオリジナル楽曲として史上初めて1億回再生を突破した。

### ファン文化

#### ファンネーム
一般的なバーチャルYouTuberのようなファンネームは存在しないが、ファンマークは存在する(🌂)。一部ファンがファンネームとして「ゴミ」を自称することがあるが、本人は「集団には名前をつけない主義」であるとしており、非公式である。

#### ういビーム
2020年3月31日に罰ゲームとして配信した歌枠で、HoneyWorksによるmona（CV：夏川椎菜）の楽曲「ファンサ」を歌唱したことをきっかけに誕生したインターネットミーム。歌詞の「恩返しは“愛のこもったmonaビームで”」の「mona」を「うい」に変えて歌う際、照れながら歌ったためにファンの間でネタにされ、匿名メッセージサービス「マシュマロ」などで「ういビーム」と書かれたメッセージが送られるようになった。
以降、配信内で「ういビーム」と書かれたメッセージを発見するたびに「燃やせー！」などと反応・拒絶するようになったが、ファンもそれを回避するために縦読みで「ういビーム」と読めるようなメッセージを送るなど工夫を凝らすようになった。現在ではローソンコラボグッズやフリューくじの告知など、コラボ先の企業が縦読みで「ういビーム」を仕込むことが増えている。
「ういビーム」はオリジナル楽曲「粛聖!! ロリ神レクイエム☆」及びオリジナル楽曲「うい麦畑でつかまえて」内等の歌詞に用いられている。

## 雨衣（うい）
2024年10月2日、しぐれういがキャラクターデザイン・ボイスを担当する歌唱ソフト「VoiSona 雨衣」が2025年に発売予定であると発表された。発売日は同年5月30日。
公式デモソングとして、「アイアイ傘 feat.雨衣」（作詞作曲：ハム）、「時雨学園中等部校歌」（作詞作曲：ゆこぴ）、「てんしかあくまか」（作詞作曲：WONDERFUL★OPPORTUNITY!）が配信されている。

## 主な作品

### 画集
- 雨に恋う（2020年8月 玄光社）
- 雨を綴る（2024年8月 KADOKAWA）

### デザイン
- キラメキ居残り大戦争/森羅万象 【Animated Music Video】（オリジナルキャラクターデザイン）
- 街田美樹（ピュアモンのモンスターラボ キャラクター原案）[37]
- 澄白飛鳥・宮前みや・新田ひかる（「Re：Union」未来編 キャラクターデザイン）[38]
- 大空スバル（ホロライブ所属バーチャルYouTuber キャラクターデザイン）[11]
- 松江しんじ湖しじみ（温泉むすめ キャラクター原案）[39]
- 蓮ノ空女学院スクールアイドルクラブ スリーズブーケ「フォーチュンムービー」（衣装デザイン、リリックビデオ写真）
- 周防パトラ 地雷系衣装・部屋着衣装（衣装デザイン）
- 千燈ゆうひ (ぶいすぽっ！所属バーチャルYouTuber キャラクターデザイン）[40]
- INCOLORE（ロゴデザイン原案・監修）[41]

### 漫画
- かんきつパンチ!（まんがタイムきららミラク〈芳文社〉）[42]2015年12月号 - 2016年9月号
- めくったページの先に - 「Avalon ～bloom～」（2019年7月 girls×garden comics）
- あやつなぎ - 「Avalon Alter ～karma～」（2019年7月 girls×garden comics）

### 挿絵
- 不死者と暗殺者のデスゲーム製作活動（2018年7月 電撃文庫）- 著：麻宮楓
- 彼女のL〜嘘つきたちの攻防戦〜（2018年8月 ファミ通文庫）- 著：三田千恵
- JK案件推進中!! 〜取引先の要求でお嬢様女子校の寮に住み込むことになった〜（2018年10月 角川スニーカー文庫）- 著：藤宮カズキ
- 青色ノイズと〈やきもち〉キラーチューン ワケありJKと始める男装V系バンド（2018年12月 - MF文庫J 既刊2巻）- 著：総夜ムカイ
- クール美女系先輩が家に泊まっていけとお泊まりを要求してきました……（2019年5月 アース・スターノベル）- 著：識原佳乃
- 幼なじみが絶対に負けないラブコメ（2019年6月 - 2025年2月 電撃文庫）- 著：二丸修一
- 101メートル離れた恋（2019年12月 講談社ラノベ文庫）- 著：こまつれい
- 天才少女Aと告白するノベルゲーム（2019年12月 ファミ通文庫）- 著：三田千恵
- 君は僕の後悔（2021年7月 ダッシュエックス文庫）- 著：しめさば

### カバーイラスト
- 鈴波アミを待っています（2022年3月 早川書房）- 著：塗田一帆[43]
- 超てんちゃん！ NEEDY GIRL OVERDOSE公式アンソロジー（2022年12月 KADOKAWA）

### イラスト
- れるりり「空色デイズ」PV（2012年10月）[44]
- れるりり×もじゃ「ドナーソング」MV（2013年4月）[45]
- 亜沙「鏡の中のメモリーズ」MV（2013年8月）[46]
- 松下1stアルバム『松下下上上←→AB』クロスフェード動画・ブックレット（2013年11月）[47]
- れるりり「Lv99」MV（2014年3月）[48]
- otetsu「抑圧錯乱ガール」PV（2014年5月）[49]
- うらら迷路帖アンソロジーコミック（2017年2月 まんがタイムKRコミックス）
- まふまふ「マチガイサガシ＠自分で歌ってみた」PV（2017年7月）[50]
- 電撃文庫MAGAZINE Vol.62 2018年7月号（2018年6月 KADOKAWA）
- 電撃文庫MAGAZINE Vol.63 2018年9月号（2018年8月 KADOKAWA）
- pixiv summer girls collection 年下彼女 表紙（2018年8月）
- 京町セイカ C94 特産品セットノベルティ漫画 表紙・綴じ込みポスター（2018年8月）
- 青春ブタ野郎はバニーガール先輩の夢を見ない アニメ化応援イラスト（2018年9月）[51]
- 文豪とアルケミスト コミックアンソロジー VOL.4（2018年10月 DNAメディアコミックス）
- ゆいこんぬ＆あやぽんず＊ツーマンライブ 「pop'n berry＊」メインビジュアル（2018年11月）
- ジャンプ小説新人賞2019 プロモーションイラスト（2018年12月）[52]
- IIⅤクリエイターアワード コラボイラスト「アメノセイ」（2018年12月）[53]
- ラブライブ！スクールアイドルフェスティバル キラキラ☆転入生フェスティバル「門田剣」（2019年1月）[54]
- 初音ミクシンフォニー2018-2019 オフィシャルパンフレット（2019年2月）
- ロッテ ベイビーアイラブユーだぜ プロモーションイラスト（2019年2月）
- 『ラブライブ！サンシャイン!! The School Idol Movie Over the Rainbow Comic Anthology ２年生』表紙イラスト（2019年2月）[55]
- 席替え体験ボードゲーム『あの子のとなり』「相葉なな」（2019年3月）[56]
- くろタイツDEEP（2019年4月 ジーオーティー）
- パルフェ 3 おねロリ百合アンソロジー（2019年5月 百合姫コミックス）
- ド葛本社1stオフラインミーティング！ キービジュアル（2019年8月）
- ド葛本社のドタバタ家族旅行in京都 キービジュアル（2019年8月）
- ゼッタイわかる 中3理科（2019年11月 KADOKAWA／2021年3月 KADOKAWA）
- セーラー服のまんなか（2019年11月 ワニブックス）
- 『LoveLive!Days ラブライブ！総合マガジン Vol.4』μ's「Wonderful Rush」(2019年12月）
- タイトー 初音ミク 描き下ろしのれん（2020年1月）[57]
- 東方スペルバブル 蓬莱山輝夜（2020年2月）[58]
- 明日から絵描きで生きたい僕が身につけるべきは画力だけでなく××力だった（2020年5月 玄光社）
- 『にじさんじ×pixiv collection 3』表紙イラスト（2020年9月）[59]
- 姫森ルーナ誕生日記念ボイス2020（2020年10月）
- 鷹宮リオン誕生日グッズ&ボイス（2021年1月）
- 名取さな 公式同人誌 そこまで薄くはない本（2021年1月 KADOKAWA）
- ZONe 人気イラストレーターコラボステッカーキャンペーン（2021年3月）[60]
- ゲーマーズ春の本まつり 2021 キービジュアル（2021年4月）[61]
- SELECTION PROJECT 応援イラスト（2021年9月）
- ラブライブ！μ's SPECIAL FAN BOOK（2021年9月 KADOKAWA）
- すずしろ「プラネットパティシエール」MV（2021年10月）
- 『ドキドキ文芸部プラス！』発売記念イラスト（2021年10月）
- 『人外教室の人間嫌い教師』 カドカワストア店舗特典イラスト（2021年12月）
- にじさんじバレンタイン2022グッズ リゼ・ヘルエスタ（2022年1月）
- KIZUNA AI メモリアルグッズ（2022年2月）
- CHUNITHM 『東方妖々夢 STAGE2』 八雲 藍（2022年3月）
- ZONe 「ぞん子」クリアファイルプレゼントキャンペーン（2022年6月）[62]
- アイドルマスター シャイニーカラーズ「SOS」PV（2022年12月）
- アイドルマスター シャイニーカラーズ 5周年記念お祝いイラスト（2023年4月）
- ラブライブ！蓮ノ空女学院スクールアイドルクラブ「フォーチュンムービー」MV（2023年4月）
- 雀魂 4周年カウントダウンイラスト（2023年4月）
- リゼ・ヘルエスタ誕生日グッズ&ボイス（2023年5月）
- 大・東方Project展2023 キービジュアル（2023年8月）[63]
- Blender リアルタイムCGキャラクター制作入門（2023年8月 秀和システム）
- P丸様。オフィシャルオンラインストア ぴーまる。しょっぷ！（2023年9月）
- 初音ミク×シナモロール ちょこのせプレミアムフィギュア（2023年11月）[64]
- アイドルマスター シャイニーカラーズ Song for Prism リリースお祝いイラスト（2023年11月）
- 戌亥とこ1st mini Album『Telescope』ブックレット（2023年11月）
- グランブルーファンタジーフェス10th 記念イラスト（2023年12月）
- ふもコレ×ブルーアーカイブ キーボード ゲヘナ学園「ヒナ」描き下ろし専用ボックス（2024年4月）[65]
- 映画『数分間のエールを』クリエイターリレー企画（2024年5月）
- DECO*27 9th Album「TRANSFORM」公式ファンアート（2024年11月）
- ミルグラム 公式ファンアート企画 vol.2「マヒル」（2024年12月）
- CHURA MIKU STREET メインビジュアル（2025年3月）[66]

### カードイラスト

#### WIXOSS
- WIXOSS ブースターパック コリジョン「シスター・クレア」（カードイラスト）[67]
- WIXOSS ブースターパック エクスプロード「羅原 Otg」（カードイラスト）[68]
- WIXOSS ブースターパック アンリミテッドセレクター「羅星 ピクター」（カードイラスト）[69]
- WIXOSS ブースターパック アンリアリスティック「サーバントD4 シスター・クレア」「コードVL 鷹宮リオン」「コードVL 夕陽リリ」（カードイラスト）[70]
- WIXOSS ブースターパック LEGENDARY DIVA「ヒラナ」（カードイラスト・タイアップ）[71]
- WIXOSS 構築済みデッキ SUPER DIVA DECK DOUBLE HEROINES -ピルルク＆ヒラナ-「欠片へ一歩 ヒラナ」「マキナ・ゼロ」「マドカ START」（カードイラスト）[72]
- WIXOSS 構築済みデッキ TOP DIVA DECK D・X・M「エクス・ゼロ」「デウス・ゼロ」「マキナ・ゼロ」（カードイラスト）[73]
- WIXOSS 構築済みデッキ DIVA DEBUT DECK DIAGRAM「ムジカ START」「マドカ START」「サンガ START」（カードイラスト）[74]
- WIXOSS 構築済みデッキ DIVA DEBUT DECK うちゅうのはじまり「ニューボーン Dr.タマゴ」「ニューボーン ノヴァ」「ニューボーン バン」（カードイラスト）[75]
- WIXOSS 構築済みデッキ DIVA DEBUT DECK Card Jockey「MC. LION - standby 白」「DJ. LOVIT - standby 赤」「VJ. WOLF - standby」（カードイラスト）[76]
- WIXOSS 構築済みデッキ DIVA DEBUT DECK No Limit「欠片へ一歩 ヒラナ」「未来へ前進 アキノ」「明日へ飛翔 レイ」（カードイラスト）[77]
- WIXOSS 構築済みデッキ にじさんじウィクロスバトルセット「シスター・クレア」（カードイラスト）[78]
- WIXOSS Limited supply set にじさんじver. vol.2「鷹宮リオン」「夕陽リリ」（カードイラスト）[79]
- WIXOSS シーズンLv0ルリグ/PRカード「アロス・ピルルク」「来夢の巫女 リメンバ」「夢限」（カードイラスト）[80]
- WIXOSS GLOWING DIVA 10パック購入特典「サーバント#」（カードイラスト）[81]
- WIXOSS CHANGING DIVA 1BOX購入特典「サーバント#」（カードイラスト）[81]
- WIXOSS にじさんじパーティー 参加賞「美兎＆楓＆凛 レベル０」（カードイラスト）[82]

#### その他
- デュエル・マスターズ アビス・レボリューション 第2弾『忍邪乱武』「一王二命三眼槍」（カードイラスト）[83]
- hololive OFFICIAL CARD GAME ブースターパック エリートスパーク「姫森ルーナ」（カードイラスト）[84]

### アニメ
- ブブキ・ブランキ 星の巨人（2016年 第22話OPカードイラスト）[85]
- ひもてはうす（2018年 第2話エンドカードイラスト）
- WIXOSS DIVA (A) LIVE（2021年 キャラクターデザイン）[86]
- 幼なじみが絶対に負けないラブコメ（2021年 原作イラスト・声の出演）
- アイドルマスター シャイニーカラーズ（2024年 第2話エンドカードイラスト）

### オリジナル楽曲
- シンカケイスケッチ（『まだ雨はやまない』収録）[87]
- 放課後マーメイド（『まだ雨はやまない』収録）[87]
- 粛聖!! ロリ神レクイエム☆（『まだ雨はやまない』収録）[87]
- rainy lady（『まだ雨はやまない』収録）[87]
- Pris-Magic!（『まだ雨はやまない』収録）[87]
- ハッピーヒプノシズム（『fiction』収録）[88]
- うい麦畑でつかまえて（『fiction』収録）[88]
- ひっひっふー（『fiction』収録）[88]
- 微炭酸SWIMMER（『fiction』収録）[88]
- Paint it delight!（『fiction』収録）[88]
- 二人模様（『fiction』収録）[88]
- ういこうせん（『fiction』収録）[88]
- あいしてやまない（『fiction』収録）[88]
- 勝手に生きましょ（『fiction』収録）[88]

### DTMソフトウェア
- VoiSona 雨衣[33]

## ディスコグラフィ

### アルバム

#### オリジナルアルバム
|                  | 発売日           | タイトル         | 規格品番                 | オリコン 最高位  |
| Umbrella Records | Umbrella Records | Umbrella Records | Umbrella Records         | Umbrella Records |
| ---------------- | ---------------- | ---------------- | ------------------------ | ---------------- |
| 1st              | 2022年5月25日    | まだ雨はやまない | SNCL-66                  | 9位              |
| EMI Records      |                  |                  |                          |                  |
| 2nd              | 2024年9月11日    | fiction          | UPCH-20678（通常盤）     | 11位             |
| 2nd              | 2024年9月11日    | fiction          | UPCH-29477（初回限定盤） | 11位             |

#### 参加作品
| 発売日        | 商品名          | 歌 | 楽曲                 | 備考                                   |
| ------------- | --------------- | --- | -------------------- | -------------------------------------- |
| 2021年3月24日 | SPOTLIGHT vol.1 | しぐれうい | 「メランコリック」   | VTuberによるコンピレーション・アルバム |
| 2021年3月24日 | SPOTLIGHT vol.1 | カグラナナ×しぐれうい | 「奏(かなで)」       | VTuberによるコンピレーション・アルバム |
| 2022年1月26日 | SPOTLIGHT vol.2 | しぐれうい | 「夕立ちのりぼん」   | VTuberによるコンピレーション・アルバム |
| 2022年1月26日 | SPOTLIGHT vol.2 | 潤羽るしあ、しぐれうい | 「Fantastic future」 | VTuberによるコンピレーション・アルバム |
| 2022年1月26日 | SPOTLIGHT vol.2 | 杏戸ゆげ、犬山たまき、VESPERBELL、潤羽るしあ、しぐれうい、カグラナナ、大空スバル、白雪みしろ、SIRO、白銀ノエル、宗谷いちか、somunia、龍ヶ崎リン | 「リフレクティア」   | VTuberによるコンピレーション・アルバム |

### Blu-ray
| 発売日         | タイトル                                      | 規格品番                  |
| -------------- | --------------------------------------------- | ------------------------- |
| 2023年11月29日 | うい・おん・すてーじ -雨上がりの文化祭-       | SNCL-86（通常盤）         |
| 2023年11月29日 | うい・おん・すてーじ -雨上がりの文化祭-       | SNCL-85（完全生産限定盤） |
| 2025年5月30日  | SHIGURE UI 5th Anniversary Live “masterpiece” | LABX-8853（通常版）       |
| 2025年5月30日  | SHIGURE UI 5th Anniversary Live “masterpiece” | LABX-38853（初回限定版）  |

## 出演

### 個展
- 雨天決行（2020年10月2日-28日、pixiv WAEN GALLERY）[6]
- 雨天決行 │しぐれうい 中国 初個展（2021年1月15日-27日、中外艺嘉文化空間）[91]
- 雨を手繰る（2024年8月30日-9月22日、六本木ヒルズ カフェ/スペース）[8]
- 時雨羽衣 Art Cafe（2025年3月14日-4月6日、OU-EN CAFE(台北)）[92]

### イベント・ライブ

#### 単独
- うい・おん・すてーじ -雨上がりの文化祭-（2022年5月28日、ヒューリックホール東京）[87]
- SHIGURE UI 5th Anniversary Live "masterpiece"（2024年10月2日、パシフィコ横浜 国立大ホール）[93]

#### 合同
- ニコニコ超会議2019 超IIVブース（2019年4月28日、幕張メッセ）[94]
- わくわく！VTuberひろば（2019年9月8日、秋葉原エンタス）[95]
- VTuber Fes Japan 2022 DAY2（2022年4月30日、幕張メッセ）[96]
- 周防パトラ Solo LIVE “kawaii holic shibuya”（2023年4月29日、Spotify O-EAST）[97]
- Anime Festival Asia Singapore 2023（2023年11月24日、Suntec Singapore Convention & Exhibition Centre）[98][99]

### テレビ番組
- 沼にハマってきいてみた（2021年4月5日、Eテレ）[100]
- あのちゃんの電電電波♪（2024年4月16日、テレビ東京）[101]

### ラジオ番組
- ぶいあーる!〜VTuberの音楽Radio〜（2023年6月11日・2024年4月14日・2024年9月15日・2024年12月28日・2025年4月12日・2025年4月19日・2025年5月17日、NHK-FM・NHK第1）[102][103][104][105]

### CM
- WIXOSS TVCM ヒラナ×しぐれうい 編（2021年）[106]
- アニメイトブックフェア2023（2023年）[107]
- CLIP STUDIO PAINT×しぐれうい コラボCM「4.0リリース！」篇・「構図&仕上げ」篇・「ペン&ブラシ」篇・「いつでもどこでも」篇（2025年）[9][108]

### 雑誌
- E☆2 Vol65（2020年）
- PASH！ 2024年1月号（2023年）[109]
- 週刊少年マガジン 2024年1月10日号（2023年）[110]
- POKOPEA（2024年）[111]
- VTuberスタイル 2024年7月号（2024年）[112]
- コンプティーク 2024年9月号（2024年）[113]
- ユリイカ 2024年10月号（2024年 アンケート）[114]

### 書籍
- 明日から絵描きで生きたい僕が身につけるべきは画力だけでなく××力だった（2020年5月 玄光社 インタビュー）

### インターネット番組
- イラストレーターのウラバナ！（2019年11月26日、YouTube）[115]
- VTuber 魔法のリムジン Tokyo 1day Trip（2022年8月15日 - 8月29日、Spotify）[116]
- 峯田茉優のMAYU Connection（2023年4月12日、ニコニコチャンネルプラス）[117]
- VTuberにこんな生霊が憑いてました vol.3（2023年6月26日、ニコニコ生放送）[118]
- ミルグラジオ vol.21-22（2024年11月8日・2024年11月25日、OPENREC.tv）[119][120]

### アニメ
- 幼なじみが絶対に負けないラブコメ（2020年 生徒役）

### ゲーム
- グルーヴコースター ワイワイパーティー!!!! 「ヒットソング + VTuberパック5」（2023年）[121]